# デヴァステーション級装甲艦
| デヴァステーション級装甲艦                 | デヴァステーション級装甲艦 |
| ------------------------------------------ | --- |
| 写真はデヴァステーション級「サンダラー」。 | |
| 艦級概観                                   | |
| 艦種                                       | 装甲艦orモニター艦 |
| 艦名                                       | |
| 前級                                       | モナーク |
| 次級                                       | ドレッドノート |
| 性能諸元                                   | |
| 排水量                                     | 常備：9,188トン 13,000トン（満載） |
| 全長                                       | 93.6m -m（水線長） |
| 全幅                                       | 19.0m |
| 吃水                                       | 8.0m |
| 機関                                       | 型式不明石炭専焼角型缶8基 +トランク型レシプロ機関2基2軸推進 （1892年： 石炭専焼円缶8基+三段膨張式レシプロ機関2基2軸推進）                                                                           |
| 最大出力                                   | 5,632hp （1892年：7,000hp） |
| 最大速力                                   | 13.8ノット （1892年：14ノット） |
| 航続距離                                   | 10ノット/5,000海里 （石炭：1,350～1,800トン） |
| 乗員                                       | 358名 （1892年：410名） |
| 兵装                                       | アームストロング 30.5ｃm（13.5口径）前装填式連装砲1基 （1890年： アームストロング 1885年型 Mark II 25.4cm（32口径）連装砲2基 アームストロング 5.7ｃm（40口径）単装砲6基 4.7ｃm（50口径）単装砲8基） |
| 装甲（鉄製）                               | 舷側：254～305mm（水線部） 甲板：31.7～76mm（主甲板） シタデル：457mm（最厚部） 主砲塔：356mm（前盾）、305mm（側盾・後盾） 司令塔：356mm（最厚部）、50mm（天蓋）                                    |

デヴァステーション級装甲艦 (HMS Devastation class ironclad) は、イギリス海軍の装甲艦の艦級である。

## 概要

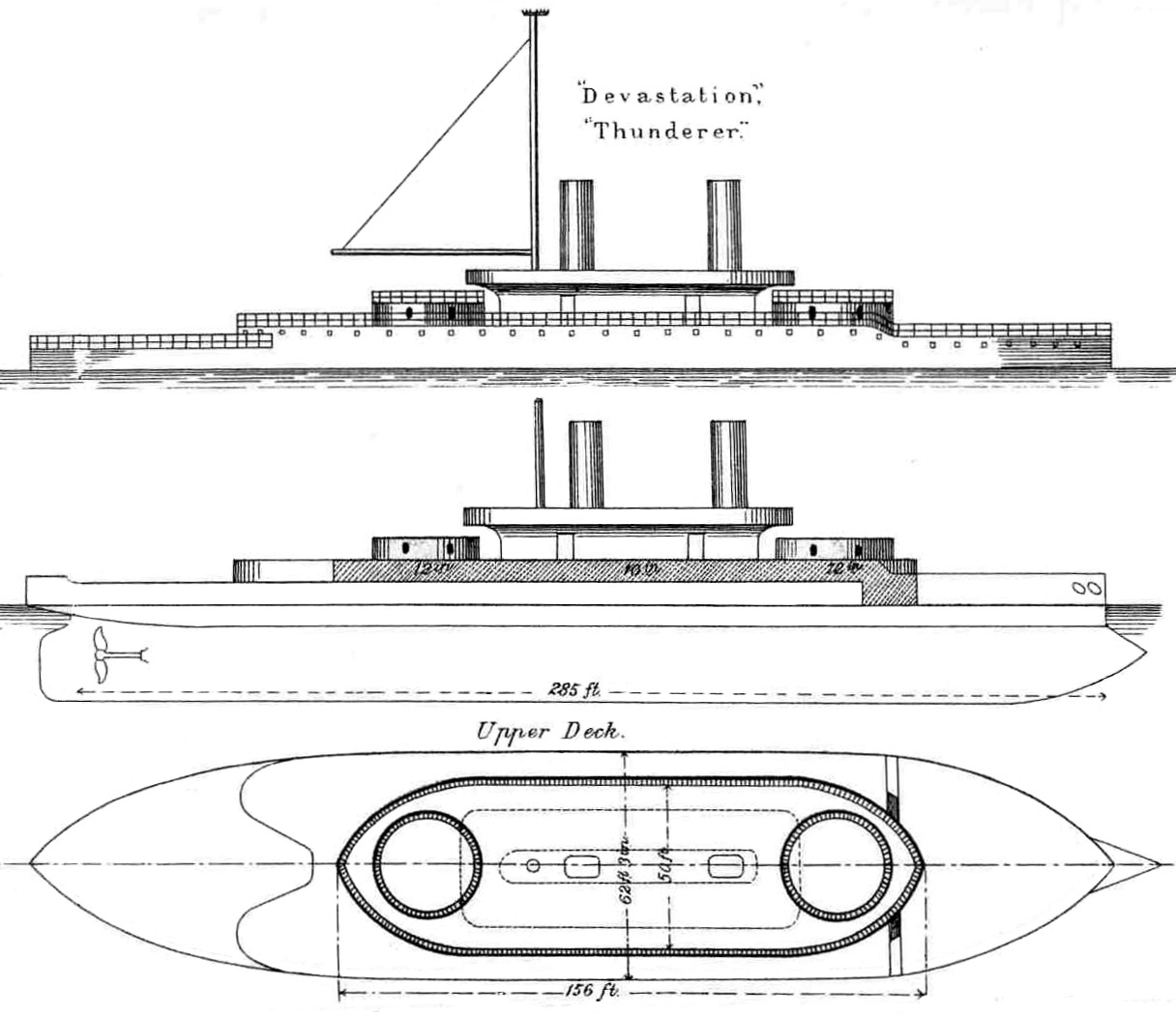
本級の武装・装甲配置を示した図。

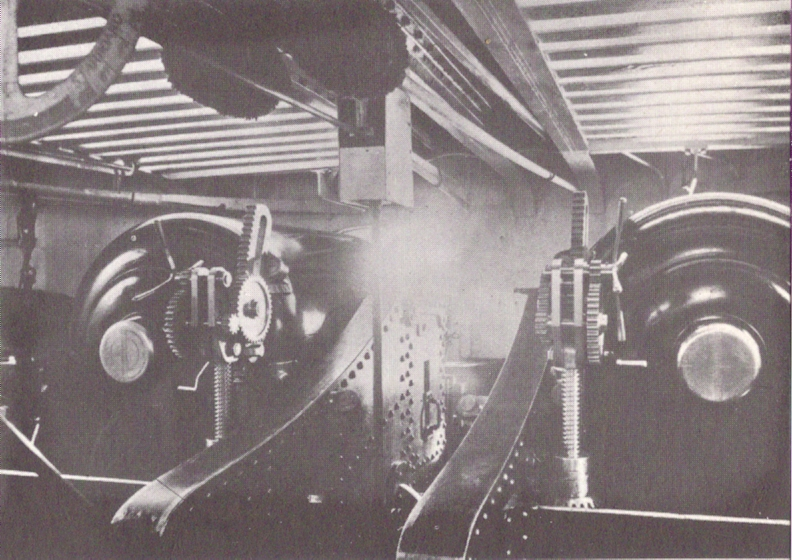
デヴァステーションの30.5cm前装砲の砲尾

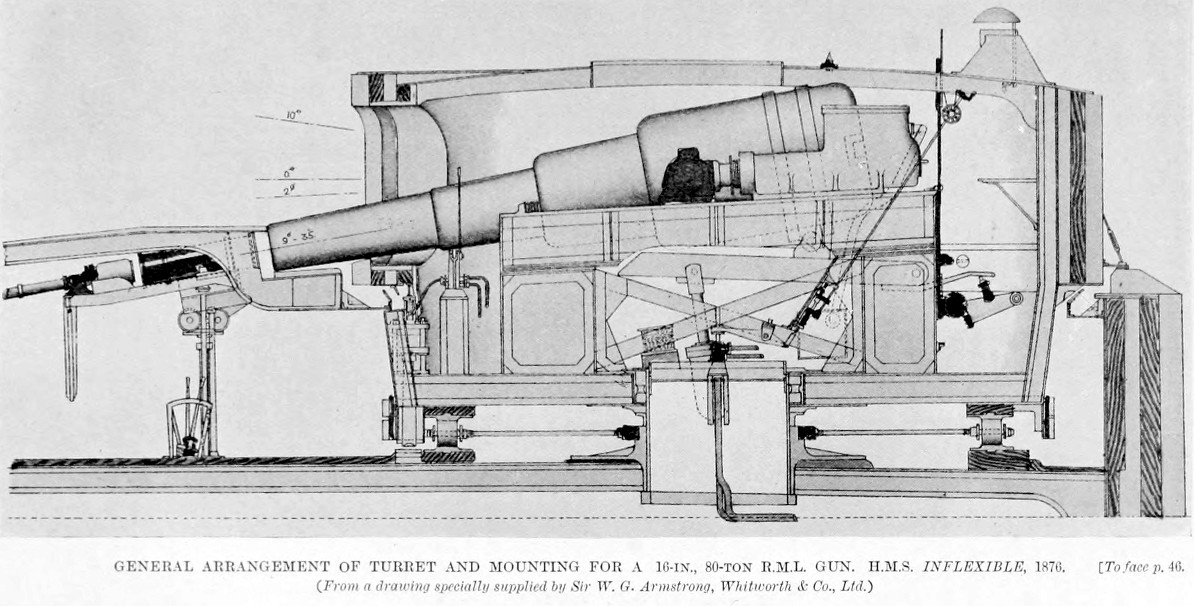
30.5cm前装砲の装填方法を示した図。

本級はイギリス海軍が自国の沿岸防衛のために建造した砲塔装甲艦である。本級の特徴として帆走設備を設計時から排除した初めての船で、機関航行に重点を置いた設計を採っていた。しかし、当時の重くて嵩張る機関技術では武装重量と相まって重量増加がかさむために本級の乾舷は他国の同種艦に比べて低く、装甲範囲も限定されていた。

## 艦形
本級の基本構造は乾舷が低い平甲板型船体の前後に2基の砲塔を配置していた。上部構造物は前後を主砲塔に挟まれていたために上へ上へと多層構造化し、窮屈な印象を受ける。ただし、それまでの船が補助動力として装備していた帆走設備のロープなどが砲塔に干渉しなくなったため広い射角が確保された。
艦首水面下に衝角を持ち、低い艦首甲板上にアームストロング「30.5cm（13.5口径）前装填式砲」を連装式の主砲塔に納めて1基を配置し、その背後に甲板1段分上がって操舵艦橋が配置し、その上部には船橋が設けられており、その背後に簡素な単脚式のマストが立つ。マストの後部には2本煙突が立ち、周囲には煙管型の通風筒が立ち並び、外周は艦載艇置き場となっており、片舷2基ずつのボート･クレーンにより高所から水面部に下ろされていた。2番煙突の背後に上部に見張り所が設けられた単脚式の後部マストが配置し、その後部から1段下がって後部甲板上に後部主砲塔が1基配置されていた。本級の設計様式は同世代にオーストラリア海軍向けに建造された「サーベラス」に強い影響を与えた。
本級のうち「デヴァステーション」は1891年から1892年にかけて近代化改装を行い、旧態化した主砲塔を前弩級戦艦「レナウン」にも採用されていた「アームストロング 1885年型 Mark II  25.4cm（32口径）砲」に換装するとともに、この時期にフランス海軍が整備していた水雷艇対策に上部構造物に対水雷艇用として5.7cm（40口径）速射砲を単装砲架で6基と4.7cm（50口径）速射砲を単装砲架で8基を搭載した。また、老朽化した角型ボイラー8基とトランク型レシプロ機関は新式の円筒型ボイラー8基と三段膨張式レシプロ機関に更新され、信頼性が増した。しかし、換装後の主砲は運用上のミスで1900年に爆発した。

## 同型艦
- デヴァステーション (HMS Devastation)

1869年11月12日にポーツマス造船所にて起工、1871年7月12日進水、1873年4月19日竣工、1891年～1892年に近代化改装。1902年に武装撤去、1907年に除籍後、1908年解体。
- サンダラー (HMS Thunderer)

1869年6月にPembroke造船所にて起工、1872年進水、1877年竣工後にトルコ戦争に参戦、1902年に武装撤去後、1907年に除籍後、1909年に解体業者に売却。

## 参考図書
- 「世界の艦船増刊第30集　イギリス戦艦史」(海人社)
- 「Conway All The World's Fightingships 1860-1905」（Conway）